# 恵那市立上矢作小学校
恵那市立上矢作小学校（えなしりつ かみやはぎしょうがっこう）は、岐阜県恵那市上矢作町1798-1にある公立小学校。

## 校区
校区は上矢作町（旧・恵那郡上矢作町）全域である。

## 沿革
- 1994年（平成6年）
  - 4月1日 - 上矢作町立上小学校と上矢作町立下原田小学校を統合し、上矢作町立上矢作小学校が開校[1]。暫定的に旧・下原田小学校の校舎を使用する。
  - 4月5日 - 開校式。
- 1995年（平成7年）4月1日 - 旧・上小学校跡地に新校舎が完成。新校舎での授業を開始。
- 2004年（平成16年）10月25日 - 恵那市、岩村町、山岡町、明智町、上矢作町、串原村が合併し、新たに恵那市が発足する。同時に恵那市立上矢作小学校に改称する。